# ميناء طانطان
ميناء طانطان أحد موانئ المغرب يقع في جماعة الوطنية و يتمثل نشاطه الرئيسي في صيد الأسماك. يشمل الصيد بأعالي البحار والساحلي والتقليدي أسطولا يزيد عن 650 وحدة تشغل ما ينيف عن 12400 بحار.
يقع ميناء طانطان على الإحداثيات ’30°28 شمالا و ’21°11 غربا. وهو موجه نحو الجنوب الغربي ويحده شمالا شاطئ ضيق و جنوبا منحدر يمتد على عدة كيلومترات.
تحمي الميناء منشآت تتجاوز 3000 متر وهو ميناء يعرف حركة مد وجزر حيث تتحرك السفن التجارية خلال النهار فقط بين المد والجزر. يستقبل في الغالب ناقلات النفط الموردة للمحروقات.

## الخصائص
28°30’ الموقع : غربا ’12°11 - شمالا
النشاط الرئيسي : الصيد
طريق الولوج : الطريق الوطنية رقم 1 الرابطة بين أكادير و العيون على بعد 25 كلم جنوب مدينة طانطان و 330 كلم جنوب مدينة أكادير

## نبذة تاريخية
شُيِّدَ ميناء طانطان على ثلاث مراحل. وأجريت المرحلة الأولى بين عامي 1977 و 1980 لأغراض الصيد الساحلي والصيد في أعماق البحار والمساحلة وإصلاح السفن.
نجم عن تدفق الصيادين إلى الميناء التوسيع الأول بين 1987 و 1988 بتكلفة 150 مليون درهم.
تم تنفيذ المرحلة الثالثة في الفترة ما بين عامي 1996 و 1999 وتمثلت في بناء سد منع الرمال و حائل و 422 متر من الأرصفة ومنصة الرافعة.

## البنية التحتية للميناء[2]
◊ مسطحات بمساحة إجمالية قدرها 78,5 هكتار؛
◊ مسطحات مهيأة 54 هكتار؛
◊ حوض مائي 27 هكتار.
ملاحظة : يوجد بالميناء موقفين تجاريين يمكن أن يستوعبا سفنا بطول 140 م بعمق يصل 6 أمتار.

## خدمات الميناء[3]
يوفر ميناء طانطان الخدمات التالية :
◊ الإرشاد ؛
◊ الجر ؛
◊ تأجير الالات العائمة.
يوجد بالميناء قارب جر بقوة 730 حصانا وقوة جر تصل 10 أطنان.

## أنشطة الميناء[4]
ميناء طانطان هو ميناء مختص في التجارة والصيد.